# 埃斯特拉布兰
埃斯特拉布兰（法語：Estrablin，法語發音：[ɛstʁablɛ̃]）是法国伊泽尔省的一个市镇，位于该省西北部，属于维埃纳区。

## 地理
埃斯特拉布兰（45°31'1"N, 4°57'53"E）面积20.69 平方千米，位于法国奥弗涅-罗讷-阿尔卑斯大区伊泽尔省，该省份为法国东南部内陆省份，北起顺时针与安省、萨瓦省、上阿尔卑斯省、德龙省、阿尔代什省、卢瓦尔省和罗讷省。
与埃斯特拉布兰接壤的市镇（或旧市镇、城区）包括：圣索尔兰德维埃纳、塞普泰姆、維埃納、埃赞皮内、雅尔丹、穆瓦迪约-代图尔布、蓬泰韦克。
埃斯特拉布兰的时区为UTC+01:00、UTC+02:00（夏令时）。

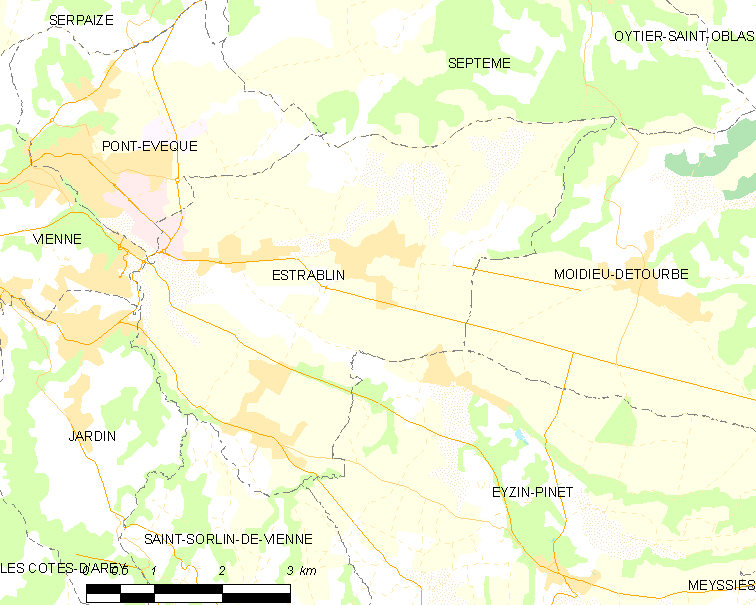
埃斯特拉布兰的OSM定位图

## 行政
埃斯特拉布兰的邮政编码为38780，INSEE市镇编码为38157。

## 政治
埃斯特拉布兰所属的省级选区为维埃纳第二县。

## 人口

1962-2008年间埃斯特拉布兰人口变化图示

埃斯特拉布兰于2022年1月1日时的人口数量为3682人。